# امبوهیماندراس، امبالاوائو
امبوهیماندراس، امبالاوائو (به لاتین: Ambohimandroso, Ambalavao) یک سکونتگاه مسکونی در ماداگاسکار است که در هائوته ماتسیاترا واقع شده‌است.

## خصوصیات
امبوهیماندراس ۱۲٬۰۰۰ نفر جمعیت دارد و ۹۵۳ متر بالاتر از سطح دریا واقع شده‌است.